# Тешинське герцогство
Тешинське, або Цешинське князівство (чеськ. Těšínské knížectví; пол. Księstwo Cieszyńskie), також Тешинське герцогство (нім. Herzogtum Teschen; лат. Ducatus Tessinensis) — держава у Центральній Європі доби середньовіччя і нового часу з центром в місті Цешин у Верхній Сілезії. Одне з Сілезьких князівств. Територія Священної Римської імперії (1327—1918), коронна земля Австрійської імперії (1804—1918). Керувалося династіями польських П'ястів та австрійських Габсбургів.

## Назва
- Цешинське князівство (пол. Księstwo Cieszyńskie)
- Тешинське герцогство (лат. Ducatus Tessinensis; нім. Herzogtum Teschen; чеськ. Těšínské knížectví)

## Історія
Князівство розділило історію Цешинської Сілезії, а також Сілезії взагалі. Під час  феодального роздроблення Польщі, в 1281 році було утворене Цешинське князівство, яке з 1290 року розділялось на окремі держави під управлінням князів з династії П'ястів. Зі складу Цешинського князівства у 1315 році було виділено Освенцимське князівство, з якого, у свою чергу, було виділено Заторське князівство у 1454 році.

### Під владою Богемії

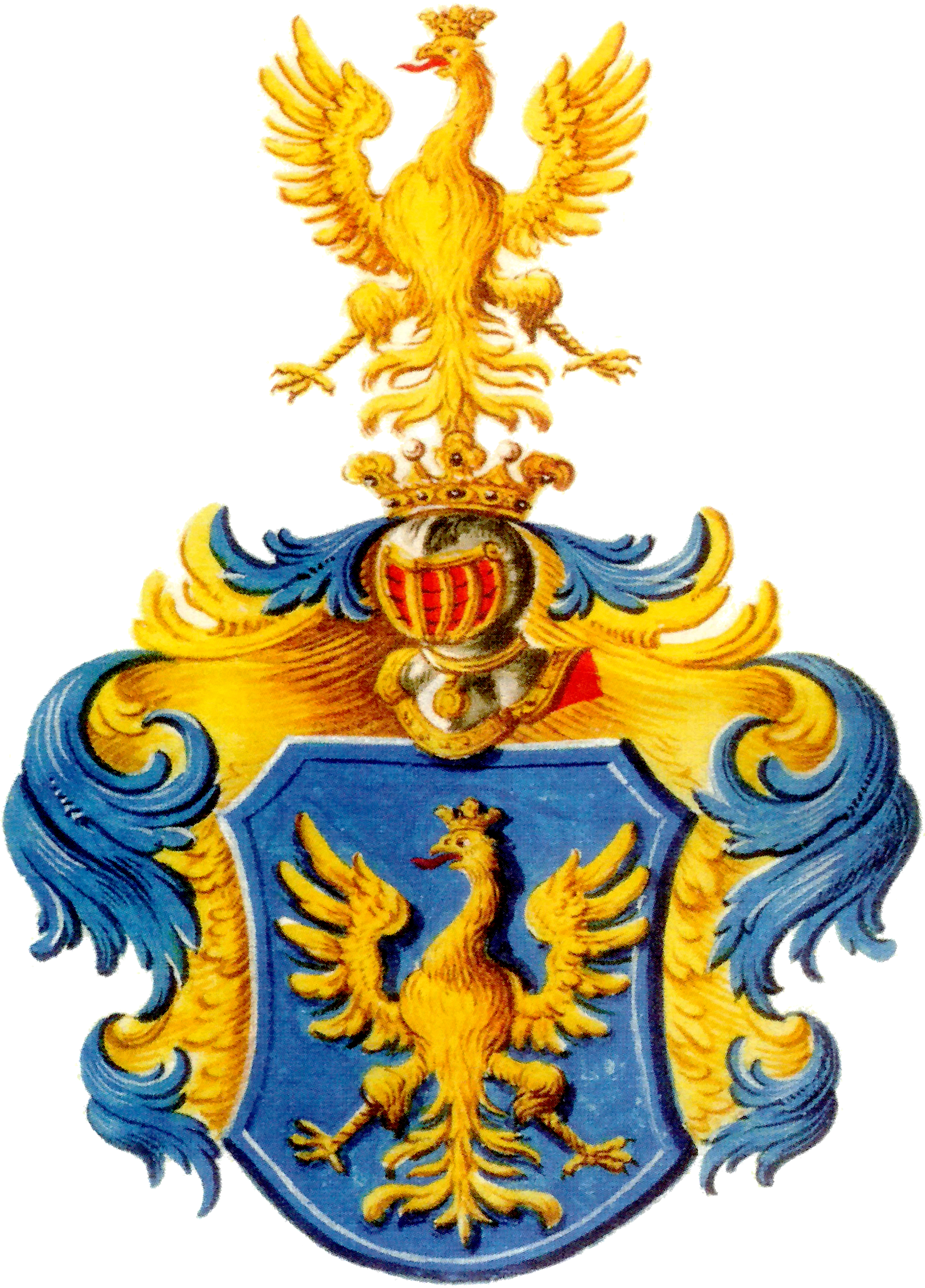
Герб Цешинських П'ястів

У 1327 році Казимир І, князь Цешинський, присягнув богемському королю Яну I Люксембурзькому. З того часу, князівство стало автономним феодальним володінням Богемської корони. У 1442 князівство було поділено між синами, які всі були формально князями Цешину, але реальний контроль над князівством отримали Болеслав II і Пшемисел II, який після смерті Болеслава II в 1452 управляв власноруч. Протягом правління Вацлава III Адама князівство перейшло до протестантизму. Проте наступний герцог, Адам-Вацлав знову прийняв католицизм. Правління П'ястів закінчилося у 1653 році зі смертю останнього нащадка П'ястів, Єлизавети-Лукреції Цешинської, після чого князівство перейшло під управління австрійських Габсбургів.

### Під владою австрійських Габсбургів
На початку XVIII століття, князівство (герцогство) було надане Леопольду, герцогу Лотаринзькому, як компенсація за його права на північно-італійський Монферратський маркізат, яке імператор надав герцогам Савойським як плата за допомогу. Імператор Франц I пізніше надав герцогство  його старшій дочці, Марії Христині. Хоча більша частина Сілезії після Першої сілезької війни у 1742 перейшла до Пруссії, Цешин залишився під Австрійським контролем як частина Австрійської Сілезії.
Цешинське князівство (як Тешенське герцогство) стало частиною Австрійської імперії у 1804 і Австро-Угорщини в 1867. Наприкінці Першої світової війни, була встановлено місцеве польське і чеське самоврядування і герцогство було поділено між Польщею і Чехословаччиною згідно з рішенням конференції у Спа в липні 1920.

## Князі (герцоги)
- 1579 — 1617: Адам-Вацлав Цешинський

## Населення
За твердженням Австро-Угорського перепису, за 1910, герцогство мало 434,000 мешканців, серед них 234,000 (53.9%), полякомовні, 116,000 (26.7%), чеськомовні, 77,000 (17.7%) німецькомовні, і 7,000 (1.6%) інших.